# Jiří Černohorský
Jiří Černohorský (* 30. září 1970) je český aktivista. Černohorského názory jsou zařazovány mezi krajně pravicové, často šířící dezinformace a ruskou propagandu. Za své kontroverzní výstupy na demonstracích a na internetu je mnohdy označován jako extremista.

## Biografie
Narodil se v Brně, v současnosti žije v Praze, pracovně cestuje do Švýcarska. Vyučil se tesařem na SOU stavební. Pracoval také jako taxikář a kurýr potravin. V roce 2015 se začal angažovat v aktivismu při demonstracích proti uprchlíkům a islámu, stejný rok byl 17. listopadu zadržen během protestu před Úřadem vlády. Na začátku roku 2016 založil neziskovou organizaci Čest, svoboda, respekt, jejíž je předsedou a která zastřešuje jeho akce. Na majetek Jiřího Černohorského je vedeno několik exekucí.

## Názory a postoje
Jiří Černohorský se staví proti mainstreamovým médiím, především České televizi, která podle něho vysílá nepravdivé a neobjektivní zpravodajství. Černohorský opakovaně šíří dezinformace, konspirační teorie a ruskou propagandu, většinou z dezinformačních webů a ruských médií.
Černohorský sám sebe označuje jako vlastence a nacionalistu hájícího zájmy České republiky.

### Domácí politická témata
Černohorský vystupuje proti liberálně demokratickým stranám, jež označuje za zkorumpované a vlastizrádné, nehájící zájmy ČR. Několikrát vyhrožoval různým politikům násilím, za což byl prošetřován policií. Tvrdí, že zastupitelská demokracie je podvod a že v České republice žádná demokracie není.
Aktivně vyjadřuje sympatie a podporu bývalému prezidentu Miloši Zemanovi. Účastnil se ve volebním štábu Miloše Zemana při prezidentské volbě 2018 a obdržel pozvánku na oslavy státního svátku 28. října pořádaného Pražským hradem. Několikrát také vystupoval v televizi TV Barrandov jako Zemanův sympatizant.
Na akcích často vystupuje s dalšími aktivisty a politiky, mimo jiné po boku členů Svobody a přímé demokracie nebo Komunistické strany Čech a Moravy. Dříve Černohorský spolupracoval s krajně pravicovými extrémistickými subjekty jako Dělnickou stranou sociální spravedlnosti, Českou Suverenitou, Národní obrodou, vedenou krajně pravicovým extrémistou Pavlem Matějným, či s Národní demokracií a Aliancí národních sil. Od krajně pravicového extrémismu se následně distancoval.
Účastnil se na protestech proti Prague Pride 2016 v Praze, kritizuje řadu mezinárodních iniciativ a kampaní, mimo jiné Istanbulskou úmluvu, Zelenou dohodu pro Evropu nebo Lisabonskou smlouvu. Je výrazným odpůrcem migrace a islámu, negativně se vymezuje proti Romům. Častými terči Černohorského kritiky jsou pak různé domácí i zahraniční neziskové organizace.
Černohorský zastává ruskou interpretaci dějin, hlavně v oblasti osvobozování Československa Rudou armádou a Sovětským svazem nebo příčinami druhé světové války. Vyzdvihuje roli Sovětského svazu a naopak zlehčuje jeho válečné i poválečné zločiny. Často svými názory nabádá k panslavismu. Zastává názor, že se za komunistického režimu žilo lépe než v současné době. Ostře pak vystupuje proti Václavu Havlovi, sametové revoluci nebo privatizaci v 90. letech.
Během pandemie covidu-19 šířil dezinformace a lži ohledně očkování a vakcíně proti covidu-19. Nabádal k nedodržování protiepidemických opatření a zúčastňoval se demonstrací proti České lékařské komoře. Celou pandemii pak označoval za podvod.

### Zahraniční politická témata
Silně vystupuje proti členství České republiky v Evropské unii a NATO. Kritizuje NATO a Spojené státy americké za jejich zahraniční politiku, mimo jiné za vojenské intervence na Blízkém východě, bombardování Jugoslávie nebo podporu barevných revolucí. Západní svět označuje jako zdegenerovaný a pod nadvládou kulturního marxismu.
Aktivně propaguje širší spolupráci s Ruskou federací a Čínskou lidovou republikou. Podporuje Vladimir Putina a jeho režim. Zastává ruskou interpretaci ohledně anexe Krymu Ruskou federací nebo ruské invaze na Ukrajinu. Staví se také proti sankcím na Ruskou federaci.
Podporuje režim Alexandra Lukašenka v Bělorusku a kritizuje běloruskou opozici včetně protestů v Bělorusku.
Mezi další zahraniční politiky, kteří mají Černohorského přízeň, patří mimo jiné maďarský premiér Viktor Orbán, francouzská politička Marine Le Penová nebo italský politik Matteo Salvini a další krajně pravicoví politici a politické strany často sympatizující s Ruskou federací a režimem Vladimíra Putina.

### Politická angažovanost
Kandidoval ve volbách do Poslanecké sněmovny 2017 za Stranu Práv Občanů. Do voleb do Evropského parlamentu v roce 2019 kandidoval za hnutí Aliance národních sil. Ve volbách kandidoval jako nezávislý a ani jednou neuspěl a nebyl zvolen.

## Kontroverze

### Extremismus
V roce 2015 byl policií zadržen, když se snažil násilně dostat na Úřad vlády. V roce 2017 na Hradčanském náměstí veřejně vykřikoval, že by pověsil Andreje Babiše, Bohuslava Sobotku a Miroslava Kalouska. Při oslavách 17. listopadu byl v roce 2015 kvůli výtržnostem zadržen policií před Úřadem vlády. Byl zadržen při demonstraci Adama B. Bartoše, odsouzeného za antisemitismus. Na protestech a ve svých videích na internetu často vyzývá k násilí vůči politikům a veřejným osobnostem.

### Pomník maršála Koněva v Praze
Jiří Černohorský se dostal do širšího povědomí, když opakovaně demonstroval proti přesunutí pomníku maršála Koněva. Několikrát strhnul plachty z pomníku, za což byl zatčen policií. Po přesunutí pomníku Černohorský vyhrožoval trojici pražských politiků (Ondřej Kolář, Zdeněk Hřib, Pavel Novotný), k čemuž nabádal i své internetové fanoušky. Ty rovněž vybízel k psaní omluvných a podpůrných dopisů na ruskou ambasádu. Přesunutí památníku také kritizoval v ruských mediích.
Ostře se ohrazoval i proti novému pomníku Ruské osvobozenecké armádě v Řeporyjích, kde svolal několik protestů, na nichž i vystupoval. V jednom ze svých internetových videí vyhrožoval zničením pomníku.

### Vztahy s Ruskou federací
Jiří Černohorský spolupracuje s Ruským střediskem vědy a kultury, spadajícím pod ruskou federální agenturu Rossotrudničestvo, která náleží pod ruské ministerstvo zahraničí. Ruské středisko vědy a kultury otevřeně prosazuje narativ ruské vlády a opakovaně vstupovalo do záležitostí České republiky, mimo jiné vystupovalo proti přesunutí pomníku maršála Koněva.[zdroj⁠?!] Partnerem střediska je mimo jiné i Diplomatická akademie ministerstva zahraničí v Rusku. Ta vzdělává budoucí ruské diplomaty a agenty v zahraničí.
Ředitelem střediska byl příslušník ruské kontrarozvědky FSB Andrej Končakov, se kterým Černohorský udržoval osobní vztahy. Končakov byl jedním z podezřelých v kauze agenta s ricinem, kdy byl bezpečnostními složkami označen jako kurýr, který měl do Česka jed přivézt. Následně byl z České republiky vyhoštěn. Ruské středisko vědy a kultury také finančně podporovalo Černohorského neziskovou organizaci Čest, svoboda, respekt. Černohorský zde několikrát moderoval rusko-český festival s názvem „Slovanská vzájemnost, návrat ke kořenům“.

### Nepovolené sbírky
V roce 2020 pořádal sbírku, kde si nechával posílat peníze ze sbírky přímo na svůj soukromý účet místo odděleného transparentního účtu podle zákona. Obdobnou sbírku spoluorganizoval již v roce 2019, kvůli sporům s ostatními organizátory ale od projektu odstoupil.
Další nepovolená sbírka byla na pomoc lidem po tornádu na Břeclavsku a Hodonínsku, kde se vybralo přes 750 000 Kč. Peníze byly poslány na běžný účet nebo vybrány v hotovosti, zda byly vynaloženy na pomoc, nelze dohledat, ačkoli Černohorský tvrdí, že důkazy má k dispozici.
Černohorského neziskovka Čest, svoboda, respekt má pak velmi nepřehledné financování, nejsou například k dohledání zprávy ohledně hospodaření spolku, který má navíc virtuální sídlo.

### Podpora ruské invaze na Ukrajinu
V únoru 2022 byl zadržen za podporu ruské invaze na Ukrajinu. Je obviněn ze spáchání trestného činu popírání, zpochybňování, schvalování a ospravedlňování genocidy. O případ se také začala zajímat Národní centrála proti organizovanému zločinu, mimo jiné i kvůli údajným kontaktům na ruské agenty. Trestně stíhán v současné době (13.04.2023) není.
Na internetu pak opakovaně zpochybňuje závažnost situace, šíří dezinformace a ruskou propagandu ohledně ruské invaze a ukrajinských uprchlíků.